# Immeuble Troisfontaines
L'immeuble Troisfontaines est un hôtel particulier érigé au XVIIIe siècle et situé sur La Batte, un quai du centre historique de Liège en Belgique.

## Localisation
Cet hôtel particulier se compose de deux maisons contigües situées en bord de Meuse aux nos 1 et 2 de La Batte et jouxtant la maison Havart, une des plus anciennes demeures de la ville de Liège.

## Conception
L'immeuble principal (à gauche) sis au no 1 est une construction symétrique en brique et pierre calcaire de cinq travées et de trois niveaux (deux étages) réalisée entre 1750 et 1775 dans un style Régence. La travée centrale plus large et en ressaut est surmontée d'un fronton triangulaire. Cette travée possède un portail d'entrée avec arc en anse de panier et un balcon protégé par un garde-corps en fer forgé. Les baies des étages possèdent des linteaux ornés de moulures à motif végétal et de petits garde-corps au décor floral.

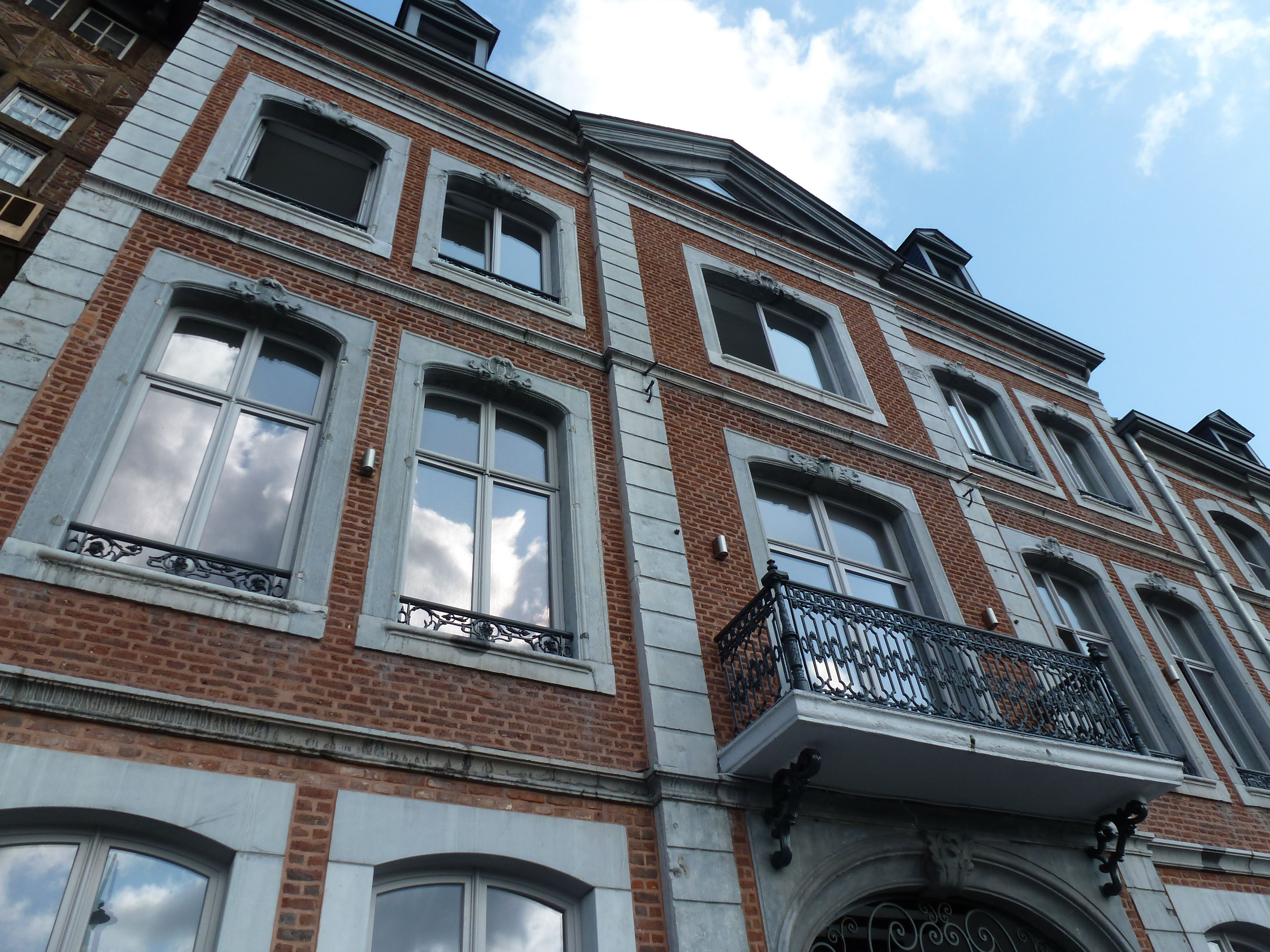

L'immeuble de droite sis au no 2 est un bâtiment symétrique de trois travées et trois niveaux érigé dans un style classique vers 1750.

## Classement
L'immeuble Troisfontaines est repris sur la liste du patrimoine immobilier classé de Liège depuis 1978.